# Livezile (gmina w okręgu Alba)
Livezile – gmina w Rumunii, w okręgu Alba. Obejmuje miejscowości Izvoarele, Livezile, Poiana Aiudului i Vălișoara. W 2011 roku liczyła 1192 mieszkańców. 